# Gonatodes taniae
Espèce
Statut de conservation UICN

 LC  : Préoccupation mineure
Gonatodes taniae est une espèce de geckos de la famille des Sphaerodactylidae.

## Répartition et habitat
Cette espèce est endémique du Venezuela. Elle se rencontre dans les États d'Aragua, de Carabobo et d'Yaracuy. Elle vit entre 800 et 1 100 m d'altitude. On la trouve sur et sous les rochers ainsi que dans les arbres dans la forêt tropicale humide de montagne.

## Étymologie
Cette espèce est nommée en l'honneur de Tania Cobo, qui a collecté l'holotype.

## Publication originale
- Roze, 1963 : Una nueva especie del genero Gonatodes (Sauria: Gekkonidae) de Venezuela. Publicaciones Ocasionales del Museo de Ciencias Naturales, Caracas, Venezuela, Zoología, vol. 5, p. 1-4.